# الدوري الصربي لكرة القدم 2017–18
الدوري الصربي لكرة القدم 2017–18 (بالصربية: Суперлига Србије у фудбалу 2017/18.)‏ هو الموسم 12 من  الدوري الصربي لكرة القدم. أقيم خلال الفترة 21 يوليو 2017 وحتى 19 مايو 2018، وأشرف على تنظيمه اتحاد صربيا لكرة القدم، وكان عدد الأندية المشاركة فيه  16، وفاز فيه النجم الأحمر بلغراد.